# جوزپه پیچونی
جوزپه پیچونی (ایتالیایی: Giuseppe Piccioni؛ زادهٔ ۲ ژوئیهٔ ۱۹۵۳) یک کارگردان، و فیلم‌نامه‌نویس اهل ایتالیا است.
از فیلم‌های او می‌توان به نور چشمانم اشاره کرد. فیلم او در سال ۲۰۰۴ به نام «زندگی که من می‌خواهم» به بیست و هفتمین جشنواره بین‌المللی فیلم مسکو راه یافت.

## فیلم شناسی برگزیده
- ماه را بخواهید - 1990
- خاطرات یک مرد محکوم به ازدواج - 1993
- قلب های بی پول - 1996
- نه از این جهان (Fuori dal mundo) - 1999
- نور چشمان من - 2001
- زندگی که من می خواهم - 2004
- جولیا در شب قرار نمی گذارد - 2009)
- قرمز و آبی - 2012
- کوئستی جیورنی - 2016
- سایه ی روز - 2016
- سایه روز - 2022